# Matthew Sophia
Matthew Sophia (17 de diciembre de 2003) es un deportista de Países Bajos que compite en atletismo. Ganó una medalla de plata en el Campeonato Europeo de Atletismo Sub-20 de 2021, en la prueba de 110 m vallas.